# Francia vizsla
A francia vizsla a kontinens legrégebben ismert vadászkutyája, amely a francia vizsla alaptörzse. Francia fajta, a Pireneusok vidékén tenyésztették ki.

## Alkalmazása
Kifinomult a szaglása, ezért vadászatra használják. Könnyen betanítható nyomozói munkára is, sőt alkalomadtán kitűnő retriever, megkeresi, elhozza a sebzett és megölt vadat. Másfél éves korától ivarérett. Általában 5-7 utódot hoz a világra. Rendes, gondoskodó szülő. A kölykökön már játék közben felfedezhetőek a vadászat hajlamai.

## Külleme, és jelleme
Marmagassága 56-60 centiméter, testtömege 25-32 kilogramm. Szőrzete rövid, lesimuló, a fejen és a fülön finomabb. Fej formája hasonlít a magyar vizsláéhoz, elég tekintélyes, koponyája ovális és enyhén domború. Stopvonala nem kifejezett. Ajkai lelógók, az orra gesztenyebarna, széles orrnyílásai tágak. Füle középmagasan tűzött, a szem magasságában rálóg a fejre, vége lekerekített. Szeme jól nyitott, gesztenyeszínű vagy sötétsárga. Nyaka inkább hossz, felső részén diszkrét, sűrűbb szőrzetű "gallér" van. Mellkasa széles, mély, oldala nem túlzottan domború. Háta széles, egyenes, ágyéka rövid és izmos, fara rövid és enyhén lejt. A farka leggyakrabban kurtított.

## Rokon fajták
- Magyar vizslák (drótszőrű és rövidszőrű),
- Német vizslák,
- Olasz vizslák

## Jellemzői
- Fajtajellemző: vadászkutya.
- Marmagasság: 56–65 cm, kicsi: 47–56 cm.
- Testtömeg: 25–32 kg., kicsi: 18–25 kg.
- Táplálékigény: 1585 g/nap.
- Színválaszték: Fehér, gesztenyeszínű foltokkal vagy pöttyökkel.
- Alomszám: 5-7 kölyök.
- Várható élettartam: 10-14 év.